# Доника Венкова
Доника Венкова е българска поп певица.

## Биография
Доника Венкова е родена на 19 ноември 1947 г. в село Горско Калугерово, Севлиевско.
Кариерата ѝ започва през 1971 година, когато започва да работи като солистка на оркестър „София“, заедно с Христо Кидиков. В периода 1974 – 1977 г. е солистка и на оркестър „Младост“ при ГУСВ.
В началото на 1970-те години се представя успешно на няколко международни конкурса: „Интерталант“, Чехия – II награда (1972); „Златният Орфей“ – III награда (1973); Касълбар, Ирландия – представя наградената с ІІ награда песен на Морис Аладжем „Цвете на надеждата“ (1974); „Братиславска лира“, Чехия – III награда (1975) и Сопот, Полша – III награда за интерпретация на полска песен (1975).
От 1986 г. Доника Венкова работи в Гърция и Кипър и печели голяма популярност с гръцкия си репертоар. Осъществява съвместни участия с известни гръцки изпълнители като Воскопулос, Катерина Станиши, Анжела Димитриу, Дионисиус и др.
Гастролира в телевизионни предавания и концертни програми в ГДР, Чехословакия, Полша, СССР, Унгария, Сирия, Куба, ФРГ.
За нея пишат музика композитори като: Зорница Попова, Тончо Русев, Морис Аладжем, Александър Йосифов, Атанас Бояджиев, Иван Пеев, Атанас Косев и много други.
Една от последните концертни изяви на Доника Венкова е в края на 1990-те, в Сливен.
Последната концертна изява на певицата е на юбилейния концерт на Христо Кидиков „40 години на сцена“ през 2012 г. На него, в дует с Кидиков, тя изпълнява песента „Твой съм аз“.

## Награди
- 1972 – II награда на Международния фестивал „Интерталант“, Чехословакия
- 1973 – III награда на Международния фестивал „Златният Орфей“, Слънчев бряг
- 1974 – ІІ награда за песента „Цвете на надеждата“ (м. Морис Аладжем) на Международния фестивал в Касълбар, Ейре
- 1975 – III награда на Международния фестивал „Братиславска лира“ в Братислава, Чехословакия
- 1975 – III награда за интерпретация на полска песен „Този дивен свят“ на Чеслав Ниемен на Международния фестивал в Сопот, Полша

## Дискография

### Дългосвирещи плочи
- 1974 – „Доника Венкова“
 (Балкантон – ВТА 1639)
- 1976 – „Доника Венкова“
 (Балкантон – ВТА 1935)
- 1979 – „Доника Венкова“
 (Балкантон – ВТА 10332)
- 1982 – „Доника Венкова“
 (Балкантон – ВТА 10894)
- 1985 – „Доника Венкова“
 (Балкантон – ВТА 11532)
- 1987 – „6“
 (Балкантон – ВТА 12161)
- 1990 – „Гръцки песни“
 (Балкантон – ВТА 12567)

### Малки плочи
- 1973 – „Доника Венкова“
 (ЕP, Балкантон – ВТМ 6580)
- 1975 – „Доника Венкова“
 (ЕP, Балкантон – ВТМ 3227)
- 1975 – „Паша Христова“/ „Доника Венкова – Славянски комитет в България“
 (ЕP, Балкантон – ВТМ 3176)
- 1977 – „Доника Венкова“
 (ЕP, Балкантон – ВТМ 3355)
- 1978 – „Доника Венкова“
 (ЕP, Балкантон – ВТМ 3407)
- 1980 – „Доника Венкова“
 (ЕP, Балкантон – ВТМ 3575)

### Компилации
- 1980 – „Избрани български и гръцки песни“
 (MC, Балкантон – ВТМС 7750)

### Други песни
- 1971 – „Златни листа“ – м. Димитър Вълчев, т. Найден Вълчев, съпр. ЕОБРТ, дир. Вили Казасян – от малка плоча „Наши и чужди изпълнители“ (Балкантон – ВТМ 6319)
- 1973 – „Цветове на надеждата“ – м. Морис Аладжем, т. Димитър Ценов, ар. Димитър Симеонов, съпр. орк. „София“, дир. Димитър Симеонов – от малка плоча „Забавна музика“ (Балкантон – ВТМ 6595)
- 1973 – „Без топлина“ – м. и ар. Морис Аладжем, т. Димитър Ценов, съпр. орк. „София“, дир. Димитър Симеонов – от плочата „Оркестър „София“ и неговите солисти“ (Балкантон – ВТА 1495)
- 1973 – „Отивам си“ – м. Найден Андреев, т. Димитър Ценов, ар. Радул Начков, съпр. орк. „София“, дир. Димитър Симеонов – от плочата „Оркестър „София“ и неговите солисти“ (Балкантон – ВТА 1495)
- 1973 – „Романтична песен“ – м. Атанас Бояджиев, т. Кръстьо Станишев, ар. Томи Димчев, съпр. „Студио В“ и ЕОКТР, дир. Томи Димчев – от фестивала „Златният Орфей“ (Балкантон – ВТА 1550)
- 1973 – „Сбогом“ – м. Зорница Попова, т. Димитър Ценов, ар. Петър Попов, съпр. ЕОКТР, дир. Вили Казасян – от фестивала „Златният Орфей“ (Балкантон – ВТА 1550)
- 1974 – „Твой съм аз“, дует с Христо Кидиков – м. и ар. Тончо Русев, т. Дамян Дамянов, съпровожда ЕО, диригент: Тончо Русев – от плочата „Хоризонт 2“, както и от малка плоча с Христо Кидиков (Балкантон – ВТК 3124)
- 1974 – „Дори като спомен“ – б. т. Димитър Ценов, ар. Янко Миладинов, съпровожда ЕОКТР, диригент: Вили Казасян – от плочата „Хоризонт 3“ (Балкантон – ВТА 1673)
- 1975 – „Какво ли случаят не прави“ – м. Морис Аладжем, т. Димитър Ценов, ар. Димитър Симеонов, съпровожда оркестър „София“, диригент: Димитър Симеонов – от „Габрово '75. Националния фестивал на хумора“ (Балкантон – ВТА 1806)
- 1976 – „Сны“ – м. Ал. Йосифов, т. П. Матев, ар. К. Драгнев, съпр. ЕОКТР, дириг В. Казасян – от плочата „Болгарская эстрада. Песни Александра Йосифова на стихи Павла Матева“ (Мелодия – С60–08223)[3]
- 1976 – „Грустная песня“ – м. Ал. Йосифов, т. П. Матев, ар. К. Драгнев, съпр. ЕОКТР, диригент: В. Казасян – от плочата „Болгарская эстрада. Песни Александра Йосифова на стихи Павла Матева“ (Мелодия – С60–08223)[3]
- 1976 – „Здравей, земя“, с „Тоника“ – м. Морис Аладжем, т. Димитър Ценов, ар. Стефан Диомов, съпр. орк. „Младост“ при ГУСВ, дир. М. Аладжем – от плочата „Пеем за нашето време“ (Балкантон – ВТА 1946)
- 1979 – „Бургаско море“, дует с Панайот Панайотов и „Студио В“ – м. и ар. Димитър Пенев, т. Илия Буржев, съпр. ЕОБР, дир. Вили Казасян – от конкурса „Песни за морето“ (Балкантон – ВТА 10407)
- 1979 – „Изповед“ – м. и ар. Иван Панталеев, т. Жива Кюлджиева, съпр. ЕОБР, дир. Вили Казасян – от конкурса „Песни за морето“ (Балкантон – ВТА 10407)
- 1979 – „С добра любов“ – м. и ар. Захари Георгиев, т. Мая Георгиева – от плочата „Музикален албум Младост“ (Балкантон – ВТА 10385)
- 1980 – „Паролата“ – м. и ар. Морис Аладжем, т. Георги Начев – от плочата „Детски забавни песни от Морис Аладжем“ (Балкантон – ВЕА 10396)
- 1980 – „Пионерска младост – м. и ар. Морис Аладжем, т. Георги Начев – от плочата „Детски забавни песни от Морис Аладжем“ (Балкантон – ВЕА 10396)
- 1982 – „Слънце зелено“ – м. и ар. Захари Георгиев, т. Кирил Аврамов – от плочата на Захари Георгиев „Синя птица“ (Балкантон – ВТА 10848)